# Giuseppe Letizia
Giuseppe Letizia (Corleone, 4 novembre 1935 – Corleone, 11 marzo 1948) è stato un giovane pastore, vittima della mafia.

## Biografia
Giuseppe Letizia era nelle campagne corleonesi ad accudire il proprio gregge. All'età di 12 anni assistette all'omicidio del sindacalista Placido Rizzotto, ucciso il 10 marzo 1948 da Luciano Liggio, luogotenente di Michele Navarra, capomafia di Corleone. Il giorno seguente fu trovato delirante dal padre che lo condusse nell'ospedale Dei Bianchi, diretto proprio dallo stesso Navarra. Lì il ragazzo, in preda ad una febbre alta, raccontò di un contadino che era stato assassinato nella notte.
Curato con un'iniezione, morì ufficialmente per tossicosi, sebbene si ritenga che al ragazzo sia stato somministrato del veleno, tesi che fu segnalata dai giornali dell'epoca. Il 13 marzo 1948 L'Unità pubblicò in prima pagina un articolo sulla vicenda:
Seguita il 21 marzo 1948 da La Voce della Sicilia:
Il medico che diagnosticò la morte di Giuseppe  Letizia per tossicosi, il dott. Ignazio Dell'Aira, qualche giorno dopo la morte del ragazzo chiuse il suo studio ed emigrò in Australia.